# Omar Hamenad
Omar Hamenad (Tizi Ouzou, 7 febbraio 1969) è un allenatore di calcio ed ex calciatore algerino, di ruolo portiere, attuale preparatore dei portieri del JS Kabylie.

## Carriera

### Giocatore

#### Club
Ha militato dal 1986 al 1997 allo JS Kabylie. Con il club gialloverde ha vinto tre campionati, due Coppe d'Algeria, una Supercoppa d'Algeria, una CAF Champions League e una Coppa delle Coppe d'Africa. Nel 1997 si è trasferito al MC Alger. Ha militato nel club fino al 2000, vincendo un campionato e due Coppe di Lega algerina. Nel 2000 è passato al JSM Béjaïa. Nella stagione 2001-2002 ha militato nel RC Kouba. Nel 2002 si è trasferito al WA Tlemcen. Nella stagione 2006-2007 ha militato nelle file del CA Batna. Ha concluso la propria carriera nel 2008, dopo aver militato per una stagione alBatna.

#### Nazionale
Ha debuttato in Nazionale il 4 settembre 1994, in Etiopia-Algeria (0-0). Ha partecipato, con la Nazionale, alla Coppa d'Africa 1996, alla Coppa d'Africa 1998 e alla Coppa d'Africa 2000. È sceso in campo, inoltre, nelle qualificazioni alla Coppa d'Africa 1996 e 1998. Ha collezionato in totale, con la maglia della Nazionale algerina, 26 presenze e 21 reti subite.

### Allenatore
Nel giugno del 2013 entra nello staff del JS Kabylie come preparatore dei portieri. Nell'agosto 2015 rassegna le dimissioni. Il 17 luglio 2017 diventa preparatore dei portieri del Paradou. Rimane in carica fino al termine della stagione 2018-2019. Nel giugno 2019 viene ufficializzato il suo ritorno al JS Kabylie come preparatore dei portieri.

## Statistiche

### Cronologia presenze e reti in nazionale
| Cronologia completa delle presenze e delle reti in nazionale ― Algeria | Cronologia completa delle presenze e delle reti in nazionale ― Algeria | Cronologia completa delle presenze e delle reti in nazionale ― Algeria | Cronologia completa delle presenze e delle reti in nazionale ― Algeria | Cronologia completa delle presenze e delle reti in nazionale ― Algeria | Cronologia completa delle presenze e delle reti in nazionale ― Algeria | Cronologia completa delle presenze e delle reti in nazionale ― Algeria | Cronologia completa delle presenze e delle reti in nazionale ― Algeria |
| Data                                                                   | Città                                                                  | In casa                                                                | Risultato                                                              | Ospiti                                                                 | Competizione                                                           | Reti                                                                   | Note                                                                   |
| ---------------------------------------------------------------------- | ---------------------------------------------------------------------- | ---------------------------------------------------------------------- | ---------------------------------------------------------------------- | ---------------------------------------------------------------------- | ---------------------------------------------------------------------- | ---------------------------------------------------------------------- | ---------------------------------------------------------------------- |
| 4-9-1994                                                               | Addis Abeba                                                            | Etiopia                                                                | 0 – 0                                                                  | Algeria                                                                | Qual. Coppa d'Africa 1996                                              | -                                                                      |                                                                        |
| 14-10-1994                                                             | Algeri                                                                 | Algeria                                                                | 1 – 1                                                                  | Sudan                                                                  | Qual. Coppa d'Africa 1996                                              | -1                                                                     |                                                                        |
| 12-11-1994                                                             | Kampala                                                                | Uganda                                                                 | 1 – 1                                                                  | Algeria                                                                | Qual. Coppa d'Africa 1996                                              | -1                                                                     |                                                                        |
| 16-12-1994                                                             | Sfax                                                                   | Tunisia                                                                | 1 – 0                                                                  | Algeria                                                                | Amichevole                                                             | -1                                                                     |                                                                        |
| 8-1-1995                                                               | Algeri                                                                 | Algeria                                                                | 1 – 0                                                                  | Egitto                                                                 | Qual. Coppa d'Africa 1996                                              | -                                                                      |                                                                        |
| 21-1-1995                                                              | Dar es Salaam                                                          | Tanzania                                                               | 2 – 1                                                                  | Algeria                                                                | Qual. Coppa d'Africa 1996                                              | -2                                                                     |                                                                        |
| 2-6-1995                                                               | Algeri                                                                 | Algeria                                                                | 1 – 1                                                                  | Uganda                                                                 | Qual. Coppa d'Africa 1996                                              | -1                                                                     |                                                                        |
| 22-7-1995                                                              | Algeri                                                                 | Algeria                                                                | 2 – 1                                                                  | Tunisia                                                                | Amichevole                                                             | -                                                                      | 46’                                                                    |
| 30-7-1995                                                              | Algeri                                                                 | Algeria                                                                | 2 – 1                                                                  | Tanzania                                                               | Qual. Coppa d'Africa 1996                                              | -1                                                                     |                                                                        |
| 3-11-1995                                                              | Tunisi                                                                 | Algeria                                                                | 4 – 0                                                                  | Mauritania                                                             | Amichevole                                                             | -                                                                      | 46’                                                                    |
| 5-11-1995                                                              | Tunisi                                                                 | Tunisia                                                                | 2 – 0                                                                  | Algeria                                                                | Amichevole                                                             | -1                                                                     | 46’                                                                    |
| 30-11-1995                                                             | Libreville                                                             | Gabon                                                                  | 2 – 1                                                                  | Algeria                                                                | Amichevole                                                             | -2                                                                     |                                                                        |
| 7-1-1996                                                               | Matola                                                                 | Mozambico                                                              | 1 – 0                                                                  | Algeria                                                                | Amichevole                                                             | -1                                                                     |                                                                        |
| 6-10-1996                                                              | Algeri                                                                 | Algeria                                                                | 4 – 1                                                                  | Costa d'Avorio                                                         | Qual. Coppa d'Africa 1998                                              | -                                                                      |                                                                        |
| 4-1-1997                                                               | Sfax                                                                   | Tunisia                                                                | 0 – 0                                                                  | Algeria                                                                | Amichevole                                                             | -                                                                      | 46’                                                                    |
| 12-1-1997                                                              | Beirut                                                                 | Libano                                                                 | 2 – 2                                                                  | Algeria                                                                | Amichevole                                                             | -                                                                      | 46’                                                                    |
| 26-1-1997                                                              | Bamako                                                                 | Mali                                                                   | 1 – 0                                                                  | Algeria                                                                | Qual. Coppa d'Africa 1998                                              | -1                                                                     |                                                                        |
| 23-2-1997                                                              | Cotonou                                                                | Benin                                                                  | 1 – 1                                                                  | Algeria                                                                | Qual. Coppa d'Africa 1998                                              | -1                                                                     |                                                                        |
| 31-5-1997                                                              | Tunisi                                                                 | Tunisia                                                                | 0 – 1                                                                  | Algeria                                                                | Amichevole                                                             | -                                                                      | 46’                                                                    |
| 6-6-1997                                                               | Dakar                                                                  | Senegal                                                                | 0 – 0                                                                  | Algeria                                                                | Amichevole                                                             | -                                                                      | 46’                                                                    |
| 22-6-1997                                                              | Bouaké                                                                 | Costa d'Avorio                                                         | 2 – 1                                                                  | Algeria                                                                | Qual. Coppa d'Africa 1998                                              | -2                                                                     |                                                                        |
| 27-9-1997                                                              | Dar es Salaam                                                          | Kenya                                                                  | 1 – 0                                                                  | Algeria                                                                | Amichevole                                                             | -1                                                                     |                                                                        |
| 20-12-1997                                                             | Aswan                                                                  | Egitto                                                                 | 1 – 2                                                                  | Algeria                                                                | Amichevole                                                             | -                                                                      | 46’                                                                    |
| 8-2-1998                                                               | Ouagadougou                                                            | Algeria                                                                | 0 – 1                                                                  | Guinea                                                                 | Coppa d'Africa 1998                                                    | -1                                                                     |                                                                        |
| 11-2-1998                                                              | Ouagadougou                                                            | Burkina Faso                                                           | 2 – 1                                                                  | Algeria                                                                | Coppa d'Africa 1998                                                    | -2                                                                     | 61’                                                                    |
| 15-2-1998                                                              | Ouagadougou                                                            | Camerun                                                                | 2 – 1                                                                  | Algeria                                                                | Coppa d'Africa 1998                                                    | -2                                                                     |                                                                        |
| Totale                                                                 |                                                                        | Presenze                                                               | 26                                                                     |                                                                        | Reti                                                                   | -21                                                                    |                                                                        |

## Palmarès

### Giocatore

#### Club

##### Competizioni nazionali
- Campionato algerino di calcio: 4

JS Kabylie: 1988-1989, 1989-1990, 1994-1995
MC Alger: 1998-1999
- Coppa d'Algeria: 2

JS Kabylie: 1991-1992, Coupe d'Algérie 1993-1994
- Coppa di Lega algerina: 2

MC Alger: 1998, 1999
- Supercoppa d'Algeria: 1

JS Kabylie: 1992

##### Competizioni internazionali
- CAF Champions League: 1

JS Kabylie: 1990
- Coppa delle Coppe d'Africa: 1

JS Kabylie: 1995